# Светлая улица (Казань)
Светлая улица (тат. Якты урам, Yaqtı uram) — небольшая улица в историческом районе Пороховая слобода Кировского района Казани.  

## География
Начинаясь от территории порохового завода, заканчивается пересечением с Ново-Светлой улицей; второй отрезок идёт перпендикулярно первому и заканчивается пересечением с Серпуховской улицей

## История
Возникла до революции как часть Пороховой слободы под своим нынешним названием. В конце 1920-х – начале 1930-х годов местность юго-западнее современной улицы Болотникова, в том числе и Светлая улица,  была отведена пороховому заводу под постройку рабочего посёлка, однако этот план остался нереализованным.
К концу 1930-х годов на улице имелись домовладения: №№ 1–39/71 по нечётной стороне и №№ 1–38/69 по чётной.
В середине 1960-х годов частная застройка улицы, примыкавшая к улице Болотникова, была снесена, попав в зону застройки микрорайона № 3 Кировского района; все многоквартирные дома, имеющие адресацию по улице, относятся к этому периоду.
Современная застройка улицы — «частный сектор» (в начале улицы), «хрущёвки» (в конце улицы). 
После вхождения Пороховой слободы в состав Казани улица вошла в состав слободы Восстания, административно относившейся к 6-й городской части. После введения в городе деления на административные районы входила в состав Кировского района.

## Транспорт
Общественный транспорт по улице не ходит. Ближайшая остановка общественного транспорта — «Светлая» (автобус, троллейбус) на улице Болотникова. 

## Объекты
- № 1 — Государственный научно-исследовательский институт химических продуктов.[18]
- № 11 — в этом доме располагается (располагался) молитвенный дом баптистов.[19]
- №№ 20, 21, 22, 28 — кооперативные дома.[20]
  - № 28 ― жилой дом завода «Сантехприбор».[21]

## Известные жители
В разное время на улице проживали президент Татарстана Минтимер Шаймиев и режиссёр Гусман Ахметзянов (оба в доме № 24).